# Corte d'assise (Italia)
La Corte d'assise e la Corte d'assise d'appello sono, nell'ordinamento giuridico italiano, gli organi giurisdizionali competenti a giudicare in materia penale rispettivamente in primo grado e in appello.
Previste dalla legge 6 dicembre 1865, n. 2626 sull'ordinamento giudiziario italiano, la  composizione e disciplina è stata da ultimo regolata dalla legge 10 aprile 1951, n. 287.

## Composizione
Tanto la corte d'assise quanto la corte d'assise d'appello sono giudici collegiali composti da otto membri: due giudici togati (uno è il presidente, l'altro il cosiddetto giudice a latere), magistrati ordinari nominati dal Consiglio Superiore della Magistratura, e sei giudici laici (denominati giudici popolari). Il magistrato che presiede la corte di assise deve avere la qualifica di magistrato d'appello, quello che presiede la corte d'assise d'appello la qualifica di magistrato di cassazione. Il giudice a latere deve avere la qualifica di magistrato di tribunale nella corte d'assise, di magistrato d'appello nella corte d'assise d'appello.
Al processo possono essere chiamati ad assistere, oltre ai sei giudici popolari, dei giudici popolari supplenti, i quali possano eventualmente subentrare ai primi qualora, per un qualche impedimento, non siano più in grado di svolgere le loro funzioni. In questo modo si evita l'interruzione del processo che sarebbe altrimenti imposta dal principio, enunciato nell'art. 525, comma 2, del Codice di procedura penale, secondo il quale la sentenza deve essere deliberata dagli stessi giudici che hanno preso parte al dibattimento.

## Requisiti
I giudici popolari sono estratti a sorte tra i cittadini italiani iscritti in apposito albo presso il comune italiano di residenza, senza alcuna distinzione di sesso, di età compresa tra i 30 e i 65 anni, in possesso del diploma di licenza media per la corte d'assise, del diploma di scuola superiore per la corte d'assise d'appello.
L'ufficio di giudice popolare è obbligatorio, tuttavia non possono assumere l'ufficio di giudice popolare i magistrati , in generale, i funzionari in attività di servizio appartenenti o addetti all'ordine giudiziario; gli appartenenti alle forze armate italiane e a qualsiasi organo di polizia, in attività di servizio; i ministri di qualsiasi culto e i religiosi di ogni ordine e congregazione.

## Competenza
Giudici togati e popolari formano un unico collegio e deliberano congiuntamente, sia sulle questioni di fatto sia sulle questioni di diritto, per i reati più gravi, partecipando alla formazione della sentenza con parità di voto. L'art. 527 del codice di procedura penale italiano prescrive che votino per primi i giudici popolari, cominciando dal meno anziano per età (in modo che non siano influenzati dal voto degli altri).
Secondo l'art. 5 del codice di procedura penale italiano la corte d'assise, in primo grado, e la corte d'assise d'appello, in secondo grado, sono competenti a giudicare in merito a:
- delitti per i quali la legge stabilisce la pena dell'ergastolo o della reclusione non inferiore nel massimo a ventiquattro anni, esclusi i delitti, comunque aggravati, di tentato omicidio, di rapina, di estorsione e di associazioni di tipo mafioso anche straniere, e i delitti, comunque aggravati, previsti dal Decreto del presidente della Repubblica 9 ottobre 1990, n. 309;
- delitti consumati previsti dagli articoli 579 (omicidio del consenziente), 580 (istigazione o aiuto al suicidio), 584 (omicidio preterintenzionale) del codice penale;
- delitti dolosi se dal fatto è derivata la morte di una o più persone, escluse le ipotesi previste dagli articoli 586 (morte o lesioni come conseguenza di un altro delitto), 588 (rissa) e 593 (omissione di soccorso) del codice penale;
- delitti previsti dalle leggi di attuazione della XII disposizione finale della Costituzione (ricostituzione del partito fascista), dalla legge 9 ottobre 1967 n. 962 (genocidio) e nel titolo I del libro II del codice penale (delitti contro la personalità dello Stato), sempre che per tali delitti sia stabilita la pena della reclusione non inferiore nel massimo a dieci anni.
- delitti consumati o tentati di cui agli articoli 416, sesto comma (associazione per delinquere aggravata), 600 (riduzione o mantenimento in schiavitù o servitù), 601 (tratta di persone), 602 (acquisto o alienazione di schiavi) del codice penale, nonché i delitti con finalità di terrorismo sempre che per tali delitti sia stabilita la pena della reclusione non inferiore nel massimo a dieci anni.

Sono sottratti alla competenza della corte d'assise i reati compiuti dai minorenni, che rientrano nella competenza del tribunale per i minorenni a prescindere dalla loro gravità.
Nel caso che l'imputato scelga di essere giudicato con il rito abbreviato, anche per i reati di competenza della Corte d'Assise, il giudizio viene emesso da un giudice unico, il giudice dell'udienza preliminare.

## Articolazione territoriale
La normativa stabilisce che in ogni distretto di corte d'appello siano istituite:
- una o più corti di assise, ciascuna competente per una circoscrizione giudiziaria denominata circolo, che può coincidere con il distretto o essere una sua parte;[5]
- una o più corti d'assise d'appello, che giudicano sugli appelli proposti contro le sentenze e gli altri provvedimenti emessi dalle corti di assise.[6]

Le corti d'assise italiane hanno solitamente sede nelle città capoluogo di provincia, ad eccezione di Andria, Ascoli Piceno, Barletta, Biella, Caserta, Cesena, Crotone, Enna, Fermo, Carrara, Gorizia, Isernia, Lecco, Lodi, Matera, Oristano, Pescara, Pistoia, Pordenone, Prato, Ragusa, Rieti, Urbino, Verbania, Vercelli e Vibo Valentia che, pur essendo sede di tribunale (tranne Andria, Barletta, Carrara, Caserta e Cesena) e capoluogo di provincia, non hanno una corte.
Al contrario sono sede di corte d'assise, pur non essendo capoluogo di provincia, le città di Busto Arsizio, Cassino, Ivrea, Lanciano, Locri, Palmi e Santa Maria Capua Vetere.

In grassetto sono evidenziate le città anche sedi di corte d'assise d'appello.
L'elenco delle corti d'assise italiane è il seguente:
- Agrigento;
- Alessandria;
- Ancona;
- Aosta;
- Arezzo;
- Asti;
- Avellino;
- Bari;
- Belluno;
- Benevento;
- Bergamo;
- Bologna;
- Bolzano;
- Brescia;
- Brindisi;
- Busto Arsizio (VA);
- Cagliari;
- Caltanissetta;
- Campobasso;
- Cassino (FR);
- Catania;
- Catanzaro;
- Chieti;
- Como;
- Cosenza;
- Cremona;
- Cuneo;
- Ferrara;
- Firenze;
- Foggia;

- Forlì;
- Frosinone;
- Genova;
- Grosseto;
- Imperia;
- Ivrea (TO);
- Lanciano (CH);
- La Spezia;
- L'Aquila;
- Latina;
- Lecce;
- Livorno;
- Locri (RC);
- Lucca;
- Macerata;
- Mantova;
- Massa;
- Messina;
- Milano;
- Modena;
- Monza;
- Napoli;
- Novara;
- Nuoro;
- Padova;
- Palermo;
- Palmi (RC);
- Parma;
- Pavia;
- Perugia;
- Pesaro;

- Piacenza;
- Pisa;
- Potenza;
- Ravenna;
- Reggio Calabria;
- Reggio Emilia;
- Rimini;
- Roma;
- Rovigo;
- Salerno;
- Santa Maria Capua Vetere (CE);
- Sassari;
- Savona;
- Siena;
- Siracusa;
- Sondrio;
- Taranto;
- Teramo;
- Terni;
- Torino;
- Trani;
- Trapani;
- Trento;
- Treviso;
- Trieste;
- Udine;
- Varese;
- Venezia;
- Verona;
- Vicenza;
- Viterbo;